# Lekhpokhara
Lekhpokhara – gaun wikas samiti w zachodniej części Nepalu w strefie Rapti w dystrykcie Salyan. Według nepalskiego spisu powszechnego z 2011 roku liczył on 707 gospodarstw domowych i 3536 mieszkańców (1898 kobiet i 1638 mężczyzn).